# Ronny & the Daytonas
Ronny & the Daytonas was een Amerikaanse surfrockband in de jaren zestig.
De band werd in 1964 opgericht door de gitarist en songwriter John "Bucky" Wilkin die zijn naam voor die gelegenheid veranderde in Ronnie Wilkins. Hierbij is niet alleen zijn voornaam afwijkend (ook in de band als Ronny en Ronnie), maar kreeg ook zijn achternaam een afsluitende "s". De band was samengesteld uit vrienden.
In het jaar van oprichting werd de grootste hit behaald, G.T.O. die op nummer 7 van de Billboard Hot 100 terechtkwam. Het nummer werd geschreven door Wilkin. Hierna wisten ze nog enkele bescheiden hits te halen, zoals California bound, Sandy en Bucket T; de laatste werd nog gecoverd door The Who. Het succes van G.T.O. werd echter niet meer geëvenaard.
De band ging in 1968 uit elkaar, hoewel de leden ook later nog af en toe bij elkaar kwamen.

## Discografie

### Singles
- 1964: G.T.O.
- 1964: California bound
- 1964: Bucket T
- 1965: Little scrambler
- 1965: Beach boy
- 1965: Sandy
- 1965: Tiger a go-go
- 1966: Goodbye baby
- 1966: Then the rains came
- 1966: Dianne, Dianne
- 1966: I think of summer
- 1966: Winter weather
- 1967: Walk with the sun
- 1967: Brave new world
- 1968: The girls and the boys
- 1968: All American girl

### Overig
- 1964 G.T.O. (elpee)
- 1965 Sandy (elpee)
- 1964: Bucket T (EP)